# هاينز ليفين
هاينز ليفين (بالألمانية: Heinz Lieven)‏ هو ممثل ألماني، ولد في 28 أبريل 1928 في ألمانيا.

## وصلات خارجية
- هاينز ليفين على موقع IMDb (الإنجليزية)
- هاينز ليفين على موقع ألو سيني (الفرنسية)
- هاينز ليفين على موقع ميوزك برينز (الإنجليزية)
- هاينز ليفين على موقع أول موفي (الإنجليزية)
- هاينز ليفين على موقع قاعدة بيانات الأفلام السويدية (السويدية)
- هاينز ليفين على موقع ديسكوغز (الإنجليزية)
- هاينز ليفين على موقع قاعدة بيانات الفيلم (الإنجليزية)
- هاينز ليفين على موقع كينوبويسك (الروسية)